# Boswell Williams
William Boswell (ur. 16 maja 1926 w Vieux Fort, zm. 20 lipca 2014 w Sans Soucis, Castries) – polityk i parlamentarzysta, gubernator generalny Saint Lucia od 19 lipca 1980 do 13 grudnia 1982 roku.
Od 1974 do 1979 zasiadał w parlamencie z ramienia dystryktu Vieux Fort. 19 lipca 1980 mianowany tymczasowym gubernatorem generalnym w miejsce Sir Allena Montgomery'ego Lewisa. 16 grudnia 1981 został pełnoprawnym gubernatorem. Pod koniec 1982 musiał zmierzyć się z kryzysem budżetowym i dymisją premiera; ostatecznie sam zrezygnował ze stanowiska, a jego miejsce ponownie zajął Allen Montgomery Lewis.
Zmarł 20 lipca 2014 w swoim domu.